# Saulxures-sur-Moselotte
Saulxures-sur-Moselotteⓘ – miejscowość i gmina we Francji, w regionie Grand Est, w departamencie Wogezy.
Według danych na rok 1990 gminę zamieszkiwało 3211 osób, a gęstość zaludnienia wynosiła 101 osób/km² (wśród 2335 gmin Lotaryngii Saulxures-sur-Moselotte plasuje się na 133. miejscu pod względem liczby ludności, natomiast pod względem powierzchni na miejscu 52.).

## Współpraca
Miejscowości partnerskie:
- Hamoir, Belgia
- Wenigumstadt, Niemcy